# Acalyptris mortalis
Acalyptris mortalis (лат.) — вид чешуекрылых из семейства молей-малюток. Название вида происходит от латинского слова mortalis (мертвый, подобный смерти) по признаку тёмной окраски тела, а также ссылаясь на всемирно известную типовую локализацию нового вида (Camino de la Muerte, или Дорога Смерти — горная дорога, соединяющая боливийские города Ла-Пас и Коройко, которая является одной из самых опасных дорог в мире).

## Распространение
Неотропика: Боливия (Coroico, Camino de la muerte / N Yungas Road), высота около 1300 м.

## Описание
Мелкие молевидные чешуекрылые, размах крыльев около 4 мм. Длина переднего крыла самцов до 1,8 мм. От близких видов рода Acalyptris отличается по тёмной окраске тела, по серебристым отметинам переднего крыла с черной постмедианной фасцией, а также по гениталиям самцов с V-образным гнатосом. Основная окраска тёмная и серовато-коричневая до чёрного. Усики из 23 члеников.
Челюстные щупики 5-члениковые. Глаза крупные, оцеллии отсутствуют. Имаго летают в июле. Гусеницы минируют листья растений Inga saltensis Burkart (Fabaceae: Mimosoidea). Яйца округлые, коричневые, откладываются на верхнюю сторону листьев. Гусеницы зеленоватого цвета с коричневой головой. Личинки минируют листья в июне. Коконы бежевого цвета..

## Классификация
Вид включён в видовую группу Acalyptris trifidus (species group). Таксон был впервые описан в 2020 году в ходе родовой ревизии, проведённой литовским лепидоптерологом Йонасом Римантасом Стонисом (Stonis Jonas R., Institute of Ecology, Nature Research Centre and Baltijos-Amerikos biotaksonomijos institutas, Вильнюс, Литва) и его коллегами по материалам из Нового Света.